# 法国雅典学院

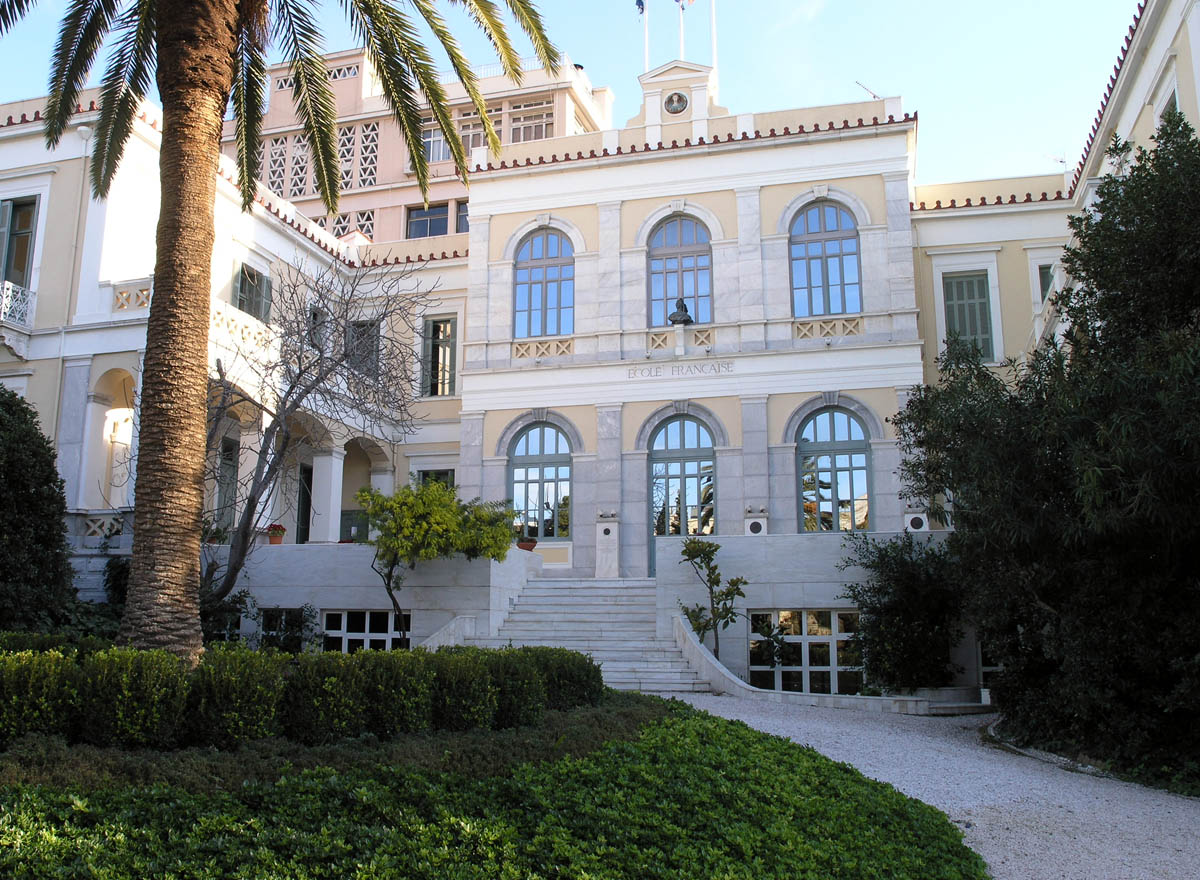
法国雅典學院的外觀

法国雅典学院（法語：École française d'Athènes，缩写）是建立在雅典的一个法国高等教育机构，致力于开展对希腊的语言、历史以及古文明的研究。它建于七月王朝期间的1846年，在十九世纪对希腊文化的研究上作出了杰出的贡献，特别是对提洛和德尔斐的考古发掘研究。今天，它仍同希腊的考古机构一起在希腊文明史的研究上发挥重要的作用。